# نيكولاس بيرسون
نيكولاس بيرسون هو أستاذ جامعي وبروفيسور واقتصادي وسياسي هولندي، ولد في 7 فبراير 1839 في أمستردام في هولندا، وتوفي في 24 ديسمبر 1909 في هيمستيده في هولندا. نشط حزبياً في Liberal Union (Netherlands) ‏. وقد انتخب وزير مالية هولندا ‏ وانتخب عضو مجلس نواب هولندا ‏ عن دائرة خوريكوم (19 سبتمبر 1905 – 21 سبتمبر 1909) وانتخب رئيس وزراء هولندا (27 يوليو 1897 – 1 أغسطس 1901).